# 2009 KJ30
2009 KJ30, também escrito como 2009 KJ30, é um objeto transnetuniano que está localizado no Cinturão de Kuiper, uma região do Sistema Solar. Ele possui uma magnitude absoluta de 8,3 e tem um diâmetro estimado com 96 km.

## Descoberta
2009 KJ30 foi descoberto no dia 25 de maio de 2009 por M. Yagi.

## Órbita
A órbita de 2009 KJ30 tem uma excentricidade de 0,189 e possui um semieixo maior de 43,495 UA. O seu periélio leva o mesmo a uma distância de 46,554 UA em relação ao Sol e seu afélio a 55,355 UA.